# Waltheria albicans
Waltheria albicans är en malvaväxtart som beskrevs av Porphir Kiril Nicolai Stepanowitsch Turczaninow. Waltheria albicans ingår i släktet Waltheria och familjen malvaväxter. Inga underarter finns listade i Catalogue of Life.